# Chiesa di Sant'Antonio degli Alemanni
La chiesa di Sant'Antonio degli Alemanni (in lingua spagnola: Iglesia de San Antonio de los Alemanes), è una chiesa di Madrid dedicata a sant'Antonio di Padova. Esempio evidente del barocco madrileno, nella sua costruzione furono impiegati materiali di basso costo come il mattone e il gesso, con una facciata sobria. La novità principale di questa chiesa è la sua pianta ellittica, una delle poche presenti in Spagna, così come il soffitto, interamente affrescato, compresa la cupola, e parimenti le pareti. La facciata, coronata da una statua del santo titolare, è di uno stile sobrio, post-herreriano.

## Storia
La costruzione della chiesa di Sant'Antonio degli Alemanni ebbe inizio nel 1624 e terminò nove anni dopo. Essa fu eretta a completamento dell'Ospedale dei Portoghesi, nato nel 1606 per disposizione del re Filippo III. Una delle sue curiosità, simile ad altre chiese madrilene, è una cuspide di forma ottagonale all'esterno. Queste cuspidi sono in realtà delle cupole, chiamate cupole centinate, costruite con materiale leggero come mattoni e gesso. Motivi economici stanno alla base dell'adozione di questa particolare forma architettonica, già che le difficoltà che la Spagna attraversò nel corso del XVII secolo non consentivano spese eccessive. Ciononostante la forma non subiva la rinuncia alla vistosità, visto che la parte interna poteva essere decorata invece in modo fastoso, come è in questa chiesa.
Inizialmente fondata come ospedale per i portoghesi, quando il Portogallo faceva parte dei regni ispanici sotto le Asturie. La regina  Maria Anna d'Austria, seconda moglie di Filippo IV, quando il Portogallo non faceva già più parte della Unione iberica, la cedette nel 1668 alla comunità dei cattolici tedeschi, numerosa alla corte fin dall'arrivo della regina consorte  Maria Anna di Neuburg, cambiando il nome da ospedale in chiesa. In ogni modo conservò la dedicazione a sant'Antonio di Padova, santo portoghese.
La chiesa e l'ospedale passarono dopo il 1700 alla Fratellanza del Rifugio. Questa istituzione aveva il compito di fornire aiuto alle persone di Madrid che versavano in stato di necessità. Un sacerdote e due fratelli laici della fratellanza, percorrevano le vie della città in cerca di mendicanti ai quali offrivano acqua, pane bianco e uova sode. Si conserva ancora la sagoma di laterizio il cui foro serviva a valutare le dimensioni dell'uovo, secondo la famosa frase: Si pasa, no pasa (Passa, non passa). Se l'uovo passava veniva scartato in quanto troppo piccolo per il prestigio della Fratellanza, alla quale appartenevano da sempre i re di Spagna.

## Interno della chiesa
L'interno della chiesa è un perfetto esempio di illusionismo barocco, nel quale la pittura ad affresco si unisce all'architettura e alle sculture dei retabli per creare un effetto di lusso, movimento e colore.

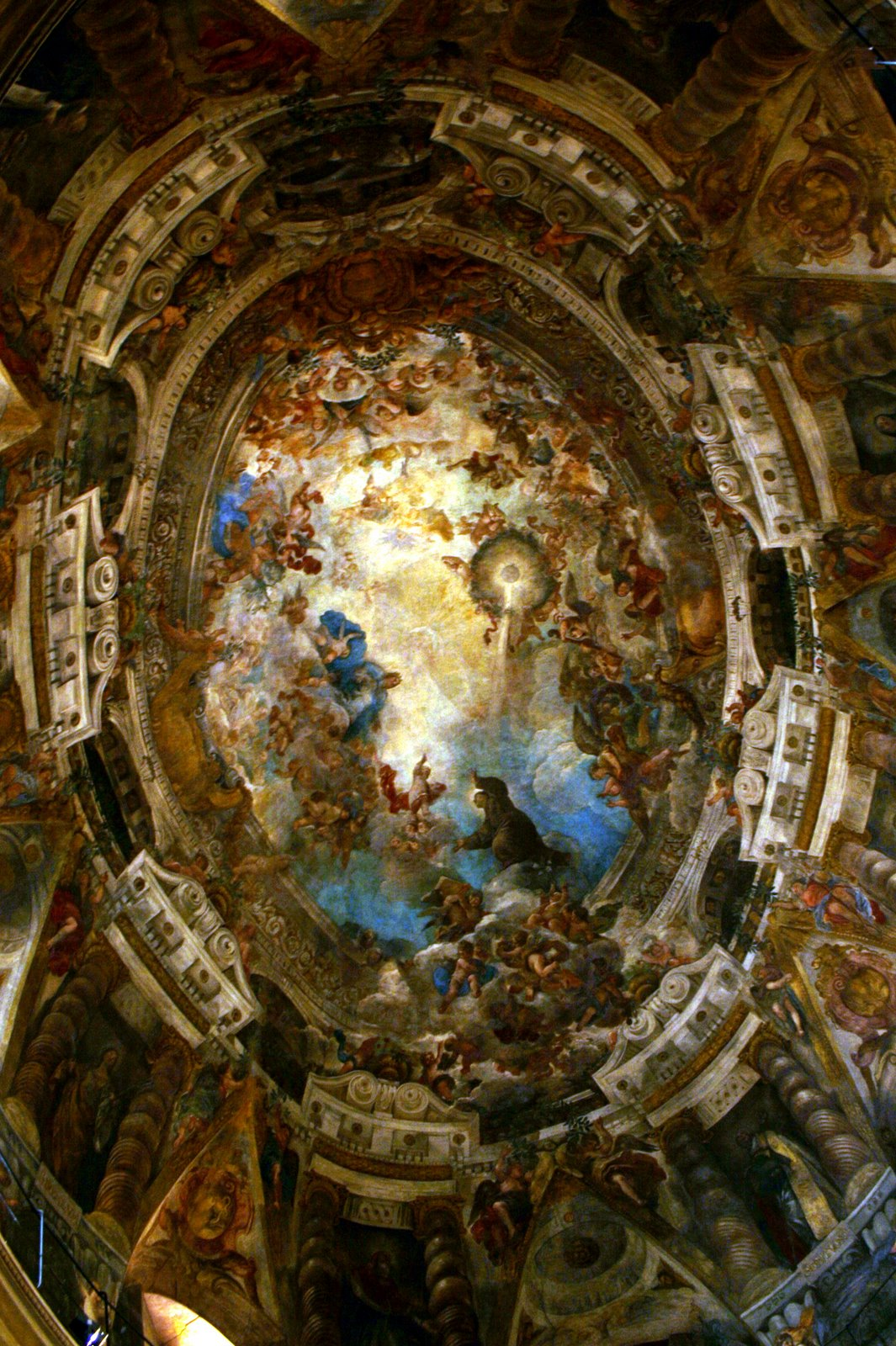
Apoteosi di sant'Antonio, dipinto della volta, opera di Juan Carreño de Miranda e Francisco Rizi.

Gli affreschi sono senza dubbio l'elemento più appariscente e coprono tutte le pareti, dal tetto al pavimento. I dipinti del centro della cupola rappresentano L'Apoteosi di sant'Antonio, con il santo portoghese che ascende al cielo circondato da angeli. Questa parte dell'opera fu realizzata da Juan Carreño de Miranda e si trova su una ricca architettura finta a mo' di basamento o tamburo, opera di Francisco Rizi, con colonne tortili e frontoni arricciati. Rizi dipinse parimenti i santi portoghesi rappresentati nel primo anello della cupola.
I muri curvi della chiesa furono decorati da Luca Giordano, che dipinse ad affresco numerosi miracoli del santo, come Il miracolo del mulo o Sant'Antonio che cura la gamba che un giovane perse nel dare una pedata alla madre, e una serie di re santi, tra i quali l'imperatore Enrico II, Luigi IX di Francia e Stefano I d'Ungheria.
I sei altari, posti in ampie nicchie con arco a tutto sesto, furono realizzati da vari artisti, come lo stesso Giordano, autore di quello situato a destra dell'altar maggiore e dedicato al Calvario; Eugenio Caxés dipinse quello di Santa Engrazia. Il biscaglino Nicolás de la Cuadra dipinse nel 1702 i ritratti dei re, da Filippo III a Filippo V più le regine  Maria Anna di Neuburg e Maria Luisa di Savoia, posti sopra gli archi degli altari in cornici ovali, ritratti una volta attribuiti a Francisco Ignacio Ruiz de la Iglesia, che potrebbe essere l'autore del ritratto della regina Maria Anna di Neuburg.
Il retablo maggiore sostituisce uno barocco, eliminato durante il Neoclassicismo. In esso si trova la eccellente scultura di San Antonio con il Bambino, capolavoro di Manuel Pereira, e una Gloria degli Angeli, opera di Francisco Gutiérrez Arribas.

## Cripta della chiesa
Nella cripta della chiesa di Sant'Antonio degli Alemanni riposano i resti di due infante di Castiglia. Essi furono traslati nella chiesa di Sant'Antonio degli Alemanni nel 1869, provenienti dal Convento di San Domenico il Reale di Madrid, che fu demolito nello stesso anno. Le due infanti sono:
- Berengaria di Castiglia (1253-1300), figlia di Alfonso X di Castiglia e di Violante di Aragona.
- Constanza di Castiglia (1308-1310), figlia di Ferdinando IV di Castiglia e di Costanza del Portogallo.

Nella cripta si trova inoltre, dal 2006, una statua in bronzo che rappresenta San Pietro Poveda, opera dello scultore Pedro Requejo Novoa.